# Jaroslav Jáchym Šimek
Jaroslav Jáchym Šimek (* 3. června 1952) je český římskokatolický kněz, premonstrát a bývalý opat Želivského kláštera.

## Život
Pochází z Nížkova, kde vyrůstal spolu se svou sestrou Marií. Kněžské svěcení přijal v červenci 1977, v letech 1978–1979 působil jako kaplan v Náchodě. Následně vystřídal několik dalších působišť. V roce 1991 vstoupil do premonstrátského řádu. Po ukončení studia spirituální teologie na Gregoriánské univerzitě působil od roku 1994 v Havlíčkově Brodě a následně jako administrátor ve Vilémově (1997–2003). Poté se stal duchovním správcem pro české krajany v Austrálii a od roku 2008 pracoval jako ekonom Želivského kláštera a současně administrátor tamní farnosti. Dne 26. září 2013 byl tajným hlasováním zvolen 51. opatem želivského kláštera. Funkci opata vykonával do 31. května 2022, kdy ze zdravotních důvodů již nekandidoval pro další funkční období. Jeho nástupcem byl zvolen dosavadní převor kláštera P. Tadeáš Róbert Spišák, OPraem. (* 26. listopadu 1982).